# 15è Exèrcit (Alemanya)
El 15è Exèrcit (en alemany: 15. Armee) va ser un exèrcit de camp de l'exèrcit alemany durant la Segona Guerra Mundial.

## Història
El 15è Exèrcit es va activar a la França ocupada el 15 de gener de 1941 amb el general Curt Haase al comandament. Tenia l'encàrrec d'ocupació i deures defensives a la zona del Pas de Calais.
Els Aliats van desembarcar més a l'oest, a l'operació Overlord, durant el juny de 1944. Després, el 15è Exèrcit es va retirar als Països Baixos, on va lluitar contra els Aliats durant l'operació Horta el setembre de 1944.
Va patir la derrota contra el Primer Exèrcit canadenc en la batalla de l'Escalda durant la qual el quarter general de l'exèrcit a Dordrecht va ser objecte d'un atac massiu dels Hawker Typhoons de la Segona Força Aèria Tàctica el 24 d'octubre de 1944. Dos generals i 70 oficials més van morir en l'atac.
Durant l'octubre de 1944, el 15è Exèrcit va continuar resistint contra el Primer Exèrcit canadenc i el Segon Exèrcit britànic mentre empenyia cap a l'oest des del salient de Nijmegen/Eindhoven a l'operació Faisà.
El Segon Exèrcit britànic va eliminar el 15è Exèrcit del Triangle de Roer durant l'operació Blackcock, fent-lo retrocedir sobre els rius Rur i Wurm. Va participar en la batalla del bosc de Hurtgen abans de rendir-se finalment al llarg del riu Ruhr el 1945.
Avui, l'antic Quarter General del 15è Exèrcit, a Tourcoing, que es troba just al nord de Lille a França, és un museu, el Musée du 5 juin 1944.

## Orde de batalla – Setembre de 1944
- LXVII Cos, General der Infanterie Otto Sponheimer
  - 64a Divisió d'Infanteria - Generalmajor Knut Eberding - atrapada i destruïda a la bossa de Breskens
  - 70a Divisió Estàtica - Generalleutnant Wilhelm Daser - va ocupar South Beveland i Walcheren a l'Escalda
  - 346a Divisió d'Infanteria - Generalleutnant Erich Diestel
  -  711a Divisió Estàtica - Generalleutnant Josef Reichert
  -  719a Divisió Costanera - Generalleutnant Karl Sievers - Transferit al 1r Fallschirmarmee el 4 de setembre.
- LXXXVIII Cos, General der Infanterie Hans-Wolfgang Reinhard
  -  59a Divisió d'Infanteria - Generalleutnant Walter Poppe
  - 85a Divisió d'Infanteria - Generalleutnant Kurt Chill - després transferit al LXVII Korps
  - 245a Divisió d'Infanteria - Oberst Gerhard Kegler - després transferit al LXVII Korps
  -  256a Divisió d'Infanteria - Destruïda a l'operació Bagration al front oriental, reconstituïda el setembre/octubre de 1944 a Holanda[2]
  -  712a Divisió d'Infanteria - Generalleutnant Friedrich-Wilhelm Neumann